# Philodromus otjimbumbe
Philodromus otjimbumbe là một loài nhện trong họ Philodromidae.
Loài này thuộc chi Philodromus. Philodromus otjimbumbe được George Newbold Lawrence miêu tả năm 1927.